# Улица Кованько
Улица Кованько расположена во Фрунзенском районе Санкт-Петербурга. Проходит с юга на север от улицы Салова вглубь территории с промышленной застройкой. Согласно документу, имеет Г-образную форму. Часть улицы проходит с запада на восток от Бухарестской улицы (у дома 22). Однако на момент присвоения названия фактически существует только участок от улицы Салова до территории филиала автобусного парка № 1.

## Происхождение названия
Название присвоено 10 сентября 2014 года в честь А. М. Кованько — начальника Воздухоплавательной команды (впоследствии Учебный Воздухоплавательный парк), совершившего в 1885 году первый успешный перелёт из Волкова (Санкт-Петербург) в Новгород Великий на воздушном шаре, осуществившего в 1886 году первую опытную воздушную съёмку над Санкт-Петербургом.

## Современное состояние
Улица ведёт вглубь промзоны, и по сути является тупиковой. Жилых зданий на улице нет. На ней расположен ряд различных предприятий, имеющих адреса по улицам Салова и Бухарестской. Первый участок бывшего безымянного проезда, проходящий с юга на север, заканчивается воротами в филиал автобусного парка № 1 (Бухарестская улица, дом 18).
Второй участок проходит с запада на восток и в состав новой улицы, согласно официальным документам, не входит. Согласно тем же документам, улица Кованько проходит от Бухарестской улицы на восток. Этого участка улицы на местности не существует. 
Долгое время безымянный проезд не входил в состав городской дорожной сети, имел статус бесхозной дороги, без технической документации. В результате дорожное покрытие не ремонтировалось, освещение отсутствовало. В 2014 году была проведена паспортизации проезда (ещё до присвоения названия) и отремонтировано дорожное покрытие. Планируется и восстановление освещения на улице.